# Fusigobius longispinus
Espèce
Fusigobius longispinus est une espèce de poisson marin de la famille des Gobiidae, de la sous-famille des Gobiinae et du genre Fusigobius.

## Répartition
Fusigobius longispinus se rencontre dans l'ouest du bassin Indo-Pacifique. Il est présent de la mer Rouge et des côtes de l'Afrique de l'Est, à l'est, aux Îles Marshall à l'ouest, et des Îles Ryukyu, au nord, à la grande barrière de corail, au sud.
Il est présent sur les côtes de l'île de la Réunion et celles de la Nouvelle-Calédonie.

## Habitat
Fusigobius longispinus est une espèce marine de récifs tropicaux qui vit entre 9 et 25 m de profondeur sur les fonds sableux des grottes.

## Description
Fusigobius longispinus peut mesurer jusqu'à 8 cm de longueur.
La tête, de couleur jaune avec des ocelles plus claires, est comprimée avec le profil supérieur convexe. L’œil est positionné un peu au-dessus du profil dorsal. La bouche est oblique. Le maxillaire s'étend jusqu'à l'œil inférieur. Fusigobius longispinus possède plusieurs rangées de dents pointues sur chaque mâchoire sans canines. Les dents internes de la mâchoire inférieure sont plus grandes. La langue est tronquée. La narine postérieure, constituée d'un pore, est placée à mi-chemin entre l'œil et la mâchoire supérieure. La narine antérieure, constituée d'un court tube, est positionné à mi-chemin entre la mâchoire postérieure et la mâchoire supérieure. Plusieurs papilles charnues sont distribuées sur la joue ainsi qu'une courte arête longitudinale papillée. Une crête papillonnée verticale est présente derrière la marge pré-operculaire postérieure. L'ouverture des branchies atteint le dessous de la base pectorale. Une courte bande sombre court de l’œil aux côtés de la mâchoire supérieure.
Le corps est jaune, allongé et comprimé. La première épine de la première nageoire dorsale, qui en comporte sept, est très longue, et atteint la fin de la base de la deuxième dorsale. La nageoire pectorale atteint le dessus du quatrième rayon anal. La nageoire pelvienne atteint la nageoire anale. Il n'y a pas de frein. Les écailles de la base pectorale et de la zone pré-pelvienne sont cycloïdes, les autres sont cténoïde. Il n'y a pas d'écailles sur le milieu pré-dorsal et l'opercule. Des ocelles plus claires sont présentes sur le corps. Une grande tache sombre, de forme triangulaire, est présente sur la base caudale. Les nageoires sont incolores à blanchâtres recouvertes de taches rondes et orange uniformément espacées sur les nageoires dorsales et caudales.

## Systématique
L'espèce Fusigobius longispinus a été décrite par le zoologiste israélien Menachem Goren en 1978.

### Publication originale
- Goren, M., 1978. A new gobiid genus and seven new species from Sinai coasts (Pisces:Gobiidae). Senckenbergiana Biologica, 59: 191-203.

### Synonymes
- Coryphopterus longispinus (Goren, 1978)
- Fusigobius longipinnis Goren, 1978 (erreur typographique)